# Zdeněk Košťál
Zdeněk Košťál (1931-7 de abril de 2015) fue un deportista checoslovaco que compitió en piragüismo en la modalidad de eslalon. Ganó dos medallas de plata en el Campeonato Mundial de Piragüismo en Eslalon, en los años 1959 y 1961.

## Palmarés internacional
| Campeonato Mundial | Campeonato Mundial | Campeonato Mundial | Campeonato Mundial |
| Año                | Lugar              | Medalla            | Competición        |
| ------------------ | ------------------ | ------------------ | ------------------ |
| 1959               | Ginebra (Suiza)    | Medalla de plata   | F1 por equipos     |
| 1961               | Hainsberg (RDA)    | Medalla de plata   | F1 por equipos     |